# Dorfkirche Volkenshagen

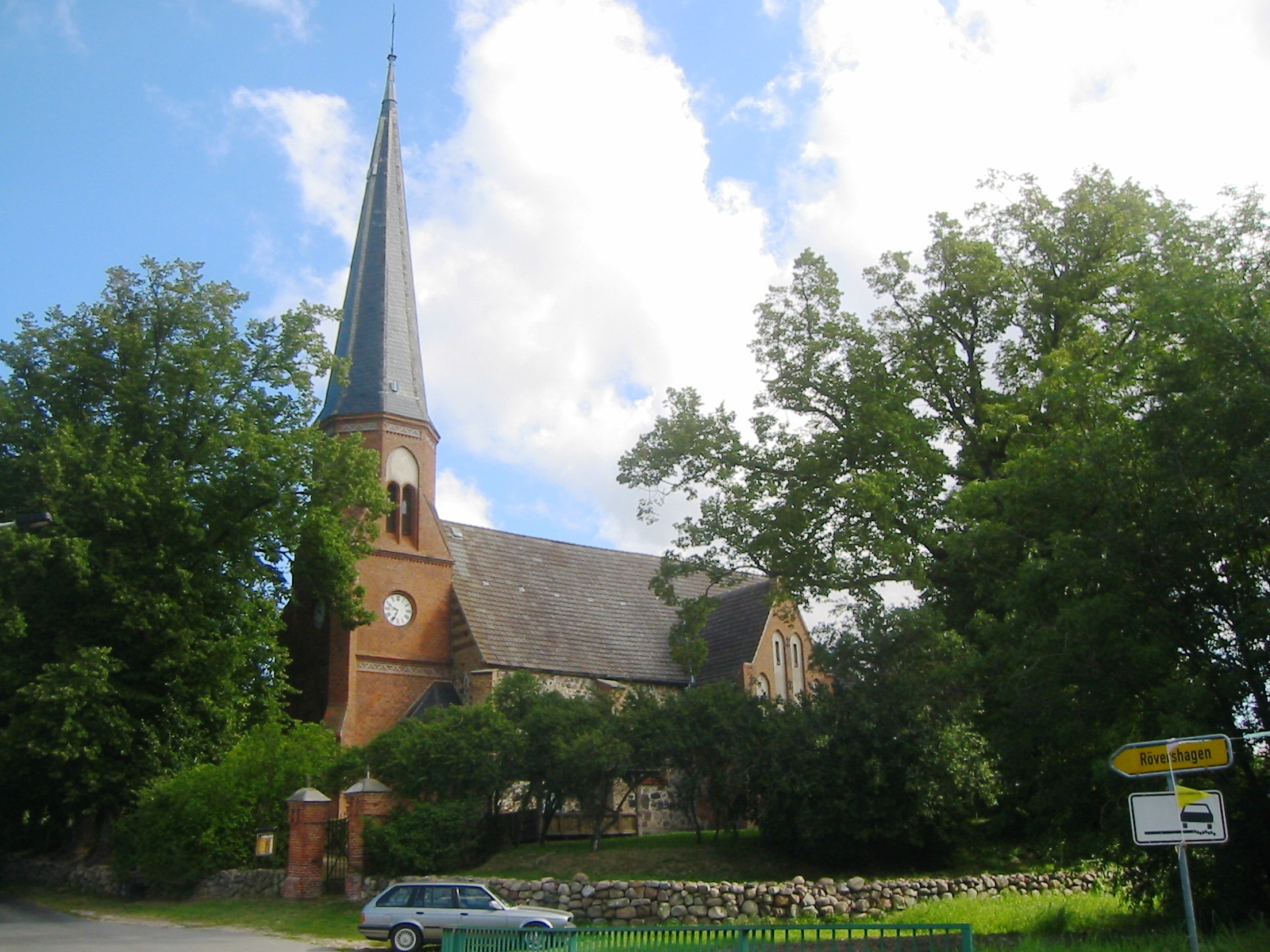
Westansicht der Kirche

Die Dorfkirche Volkenshagen ist die Kirche der Evangelisch-lutherischen Kirchengemeinde in Bentwisch im Landkreis Rostock, zu der auch die Kirche in Rövershagen gehört. Die Gemeinde gehört zur Propstei Rostock im Kirchenkreis Mecklenburg der Evangelisch-Lutherischen Kirche in Norddeutschland.

## Geschichte
Die Kirche wird erstmals am 23. Dezember 1297 urkundlich mit ihrem Leutpriester Ludolf in einer Bulle von Papst Gregor IX. erwähnt. In den Jahren 1892 bis 1895 erfolgten auf Wunsch des Großherzogs Friedrich Franz III. ein Umbau sowie eine Restaurierung durch Gotthilf Ludwig Möckel. Eine erneute Weihe fand am 8. Juni 1895 statt. Nach einem Einsturz des dritten Gewölbebogens im Chor 1966 konnte sie nur eingeschränkt genutzt werden. 1985 wurde das Schieferdach des Turms repariert sowie drei der sechs großen Fenster an der Westseite erneuert. Durch Fördermittel sowie den Verkauf des Pfarrhauses ließ die Gemeinde das gesamte Kirchengebäude von 1998 bis 2002 erneut restaurieren. Die Kosten beliefen sich auf 200.000 Euro, von denen ein Viertel durch einen eigens hierfür eingerichteten Förderverein zur Erhaltung der Kirche Volkenshagen e. V. beigetragen wurden. Zunächst erfolgte der Wiederaufbau des Gewölbes, anschließend die Sanierung eines Stützpfeilers. In einem weiteren Bauabschnitt wurde das Kirchenschiff ausgemalt sowie Gemeinderäume angelegt, was eine Nutzung der Kirche als Gemeindetreffpunkt ermöglicht. Neben einer Turm- und Dachinstandsetzung wurde die westliche ehemalige Orgelempore zur  Winterkirche umgebaut. Die Arbeiten wurden von den Hamburger Architekten johannsen und partner begleitet.

## Baubeschreibung und Ausstattung

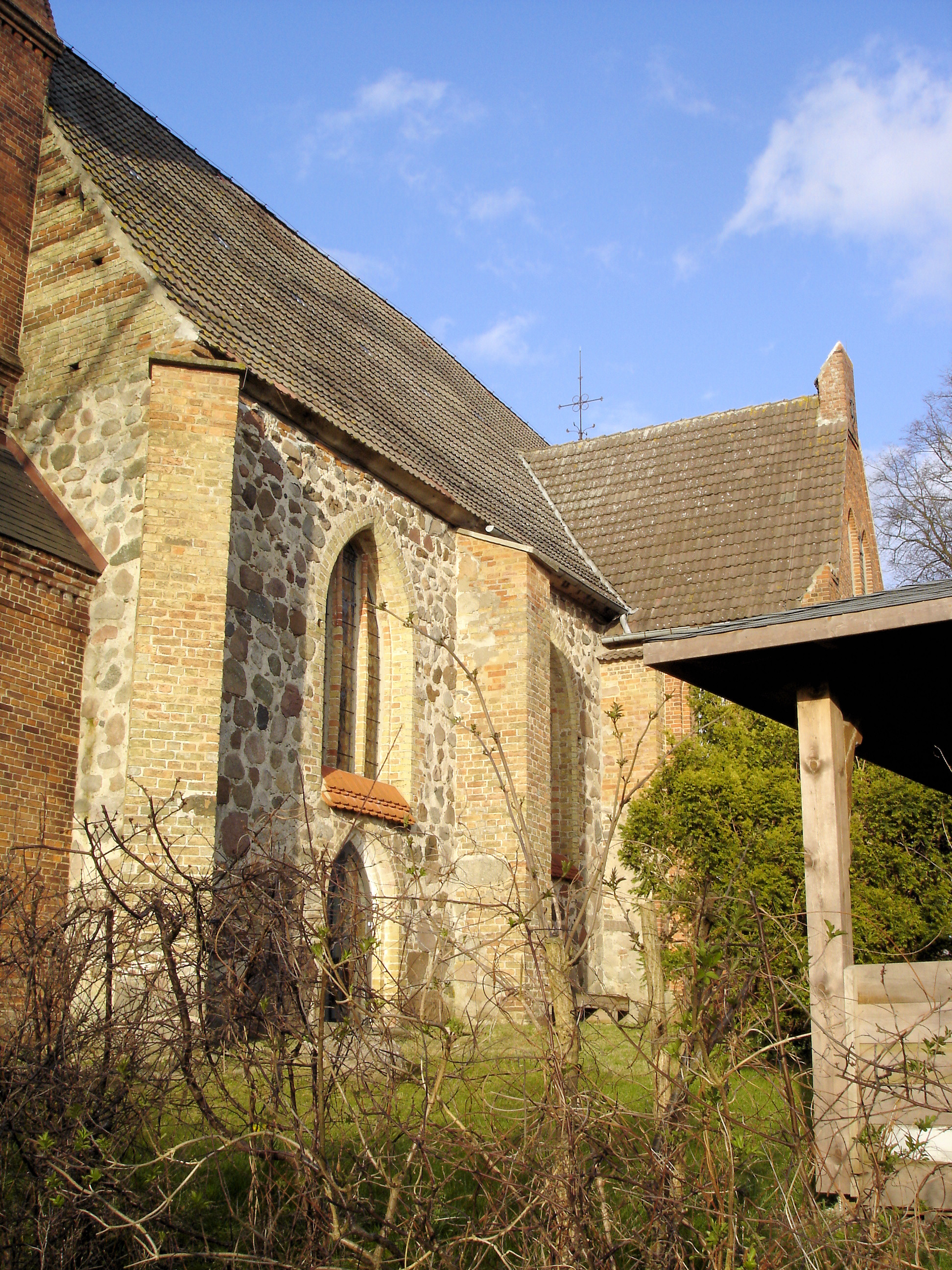
Detailansicht der Kirche

Die vierjochige Kirche ist eine für die Region typische Feldsteinkirche. Der 47 Meter hohe Turm wurde aus Backstein 1892 an Stelle eines zuvor vorhandenen, separaten Holzturms errichtet und verfügt über ein achteckiges Obergeschoss mit einem Spitzhelm. In ihm befinden sich zwei Glocken. Das zweite Südfenster weist auf Christus hin, das Dritte zeigt Geburt, Taufe, Kreuz und Auferstehung. Im Innenraum sind Teile der neugotischen Innenausstattung, eine Orgel sowie ein Grabstein mit einer Inschrift aus dem Jahr 1580 erhalten. Der Grabstein ist mit den Wappen der Familien von Preen, von Levetzow und von Bützow verziert. Sehenswert ist auch ein Taufstein aus dem Jahr 1858 mit einer Messingschale von 1650, eine Treibarbeit von Lengfeld. An den Großherzog erinnert eine Gedenktafel mit der Inschrift „Zu Ehren Gottes ist diese Kirche vom Großherzog Friedrich Franz III. in den Jahren 1893–1895 erneuert, ausgebaut und reich geschmückt, aus Dankbarkeit für gnädige Errettung aus schwerer Krankheit, uns in dessen Gegenwart im Jahre der Trauer um den Heimgegangenen, ihren vielgeliebten, teuren Herren – a.D. – diese Tafel gestiftet.“.
Die große Glocke von 1584 goss Harmen Hogehus.

## Orgel
Die Orgel mit zwei Manualen stammt aus dem Jahr 1862 und wurde von Friedrich Hermann Lütkemüller erbaut. Das flache, neugotische Gehäuse verfügt über drei Giebelfelder und zwei niedrigere Zwischenfelder. Von 1924 bis 1930 erfolgte der Einbau einer pneumatischen Steuerung durch Christian (Carl?) Börger, zugleich wurde der Spieltisch versetzt. Die Manualklaviatur, die Windlade sowie der Balg wurden 1926 zuerst nach Schwandt und 1999 schließlich in das Orgelmuseum Malchow gebracht.
Im Zuge der Sanierungsarbeiten der Kirche wurde auch die Orgel restauriert und versetzt. Die Firma Mecklenburger Orgelbau aus Plau am See baut sie 2005 in die ehemalige großherzogliche Loge in der Südkapelle ein. Gleichzeitig wurde der Spieltisch wieder an den von Lütkemüller vorgesehenen, ursprünglichen Platz vor der Orgel aufgebaut. Für die Restaurierung wurden 55.000 Euro benötigt, von denen 22.000 Euro erneut durch den Förderverein beigetragen wurden. Weitere Mittel wurden aus dem Kirchenpatronat, dem Landesamt für Denkmalpflege und der Landeskirche bereitgestellt. Die erneute Weihe erfolgte Anfang 2006.
| I Hauptwerk C–f3 |           |     |
| 1.               | Bourdun   | 16′ |
| 2.               | Prinzipal | 8′  |
| 3.               | Hohlflöte | 8′  |
| 4.               | Oktave    | 4′  |
| 5.               | Gamba     | 8′  |

| II Schwellwerk C–f3 |             |    |
| 6.                  | Gedakt      | 8′ |
| 7.                  | Aeoline     | 8′ |
| 8.                  | Zartflöte   | 8′ |
| 9.                  | Vox Celeste | 8′ |
| 10.                 | Flöte       | 4′ |

| Pedal C–d1 |              |     |
| 11.        | Subbaß       | 16′ |
| 12.        | Principalbaß | 8′  |